# Drosophila tripunctata (artgrupp)
Drosophila tripunctata är en artgrupp inom släktet Drosophila och undersläktet Drosophila. Artgruppen innehåller fyra artundergrupper och 17 arter som inte placerats i artundergrupper.

## Artundergrupper

### Artundergrupp I
- Drosophila angustibucca Duda, 1925
- Drosophila mediocris Frota-Pessoa, 1954
- Drosophila medioobscurata Duda, 1925
- Drosophila montevidensis Goni & Vilela, 2016
- Drosophila napoensis Guillin & Rafael, 2015
- Drosophila neoguaramunu Frydenberg, 1956
- Drosophila platitarsus Frota-Pessoa, 1954
- Drosophila rostrata Duda, 1925
- Drosophila setula Heed & Wheeler, 1957
- Drosophila nappae Vilela, Valente & Basso-da-Silva, 2004

### Artundergrupp II
- Drosophila bodemannae Pipkin & Heed, 1964
- Drosophila cuaso Bachli, Vilela & Ratcov, 2000
- Drosophila facialba Heed & Wheeler, 1957
- Drosophila machachensis Vela & Rafael, 2001
- Drosophila mediodelta Heed & Wheeler, 1957
- Drosophila medioimpressa Frota-Pessoa, 1954
- Drosophila mediopunctata Dobzhansky & Pavan, 1943
- Drosophila mediosignata Dobzhansky & Pavan, 1943
- Drosophila morena Frota-Pessoa, 1954
- Drosophila paraguayensis Duda, 1927
- Drosophila prosimilis Duda, 1927
- Drosophila roehrae Pipkin & Heed, 1964
- Drosophila tomasi Vela & Rafael, 2001
- Drosophila unipunctata Patterson & Mainland in Patterson, 1943
- Drosophila warmi Penafiel & Rafael, 2019

### Artundergrupp III
- Drosophila addisoni Pavan, 1950
- Drosophila bandeirantorum Dobzhansky & Pavan, 1943
- Drosophila bifilum Frota-Pessoa, 1954
- Drosophila bipunctata Patterson & Mainland in Patterson, 1943
- Drosophila blumelae Pipkin & Heed, 1964
- Drosophila carlosvilelai Vela & Rafael, 2001
- Drosophila converga Heed & Wheeler, 1957
- Drosophila curvapex Frota-Pessoa, 1954
- Drosophila divisa Duda, 1927
- Drosophila fairchildi Pipkin & Heed, 1964
- Drosophila fragilis Wheeler, 1949
- Drosophila frotapessoai Vilela & Bachli, 1990
- Drosophila johnstonae Pipkin & Heed, 1964
- Drosophila mediopicta Frota-Pessoa, 1954
- Drosophila mediopictoides Heed & Wheeler, 1957
- Drosophila mediostriata Duda, 1925
- Drosophila mesostigma Frota-Pessoa, 1954
- Drosophila nigricincta Frota-Pessoa, 1954
- Drosophila paramediostriata Townsend & Wheeler, 1955
- Drosophila pasochoensis Vela & Rafael, 2001
- Drosophila quijos Guillin & Rafael, 2015
- Drosophila trapeza Heed & Wheeler, 1957
- Drosophila triangula Wheeler, 1949
- Drosophila triangulina Duda, 1927
- Drosophila trifiloides Wheeler, 1957
- Drosophila trifilum Frota-Pessoa, 1954

### Artundergrupp IV
- Drosophila albescens Frota-Pessoa, 1954
- Drosophila albicans Frota-Pessoa, 1954
- Drosophila albirostris Sturtevant, 1921
- Drosophila arcosae Vela & Rafael, 2001
- Drosophila fontdevilai Vela & Rafael, 2001
- Drosophila greerae Pipkin & Heed, 1964
- Drosophila kurillakta Penafiel & Rafael, 2019
- Drosophila leticiae Pipkin, 1967
- Drosophila loewi Vilela & Bachli, 2000
- Drosophila mediodiffusa Heed & Wheeler, 1957
- Drosophila medioparva Heed & Wheeler, 1957
- Drosophila mediovittata Frota-Pessoa, 1954
- Drosophila metzii Sturtevant, 1921
- Drosophila pellewae Pipkin & Heed, 1964
- Drosophila pruinifacies Frota-Pessoa, 1954
- Drosophila semialba Duda, 1925
- Drosophila spinatermina Heed & Wheeler, 1957
- Drosophila tripunctata Loew, 1862
- Drosophila tristriata Heed & Wheeler, 1957
- Drosophila valenciai Vela & Rafael, 2001
- Drosophila whartonae Pipkin & Heed, 1964

## Övriga arter
- Drosophila argenteifrons Wheeler, 1954
- Drosophila ayauma Penafiel & Rafael, 2019
- Drosophila chichu Penafiel & Rafael, 2019
- Drosophila condorhuachana Cespedes & Rafael, 2012
- Drosophila cundinamarca Vilela & Bachli, 2000
- Drosophila cuyuja Guillin & Rafael, 2015
- Drosophila hansoni Pipkin, 1964
- Drosophila hansonioides Pipkin, 1966
- Drosophila ichubamba Vela & Rafael, 2005
- Drosophila mcclintockae Pipkin, 1964
- Drosophila ninarumi Vela & Rafael, 2005
- Drosophila patacorona Vela & Rafael, 2005
- Drosophila pilaresae Vela & Rafael, 2001
- Drosophila quillu Vela & Rafael, 2005
- Drosophila saraguru Penafiel & Rafael, 2019
- Drosophila surucucho Vela & Rafael, 2005
- Drosophila urcu Vela & Rafael, 2005